# ACDSee
ACDSee는 ACD 시스템스에서 개발한 윈도우용 이미지 조작기 및 뷰어이다.

## 제품

### 탐색기/뷰어
먼저 사용 대상에 따라 두 가지 버전으로 나뉜다. 일반인을 위한 ACDSee Photo Manager와 전문가를 위한 ACDSee Pro로 나뉘며, 프로는 RAW 파일 포맷의 후처리 기능을 추가한 전문가 버전이다.
공통적인 내부 기능으로 파일이나 폴더 안의 이미지를 미리볼 수 있도록 섬네일 뷰어를 지원한다. 간단한 슬라이드쇼 프로젠테이션 기능을 포함하며, HTML 기반의 갤러리를 생성할 수 있다. 파일 동기화 및 플래커, 센드픽스(SendPix)사진 공유 사이트에 올릴 수 있다.
ACDsee 포토 매니저 2009(버전 11.0)과 ACDSee 프로 버전 2.5부터 유니코드 지원이 추가되었다. 2010년 4월부터 기존의 영어 이외에도 독일어, 네덜란드어, 프랑스어로도 배포되기 시작하였다.

## 지원이 끊긴 제품
32비트 버전의 ACDSee는 32비트 시스템 환경에서 작동하는 첫 번째 ACDSee 버전이다. 1997년 1월에 출시하고 버전 2.42까지 지원되었으며, 2000년 3월에 ACDSee 클래식으로 재브랜드화되었다. 클래식은 버전 2.44까지 지원되었으며, 현재 지원이 끊겨있다.
ACDSee 파워팩은 ACDSee 포토 매니저와 부가적인 프로그램을 포함한 패키지이다.
- 포토캔버스(FotoCanvas) - 이미지 편집기
- 포토엔젤로() - 슬라이드쇼 애니메이션 그림 생성기
- 피카뷰(PicaView) - 탐색 켄텐츠 메뉴에서 파일을 보는 확장 기능
- 이미지폭스(ImageFox), 파일을 볼때 열고 저장하는 확장 기능
- 포토벡(FotoVac) - 유즈넷 뉴스그룹에서 사진을 내려받는 소프트웨어
- 포토슬레이트(FotoSlate), 인쇄 소프트웨어

포토캔버스와 포토슬레이트는 각각 캔버스(Canvas)와 포토슬레이트 4 포토 프린트 스튜디오(FotoSlate 4 Photo Print Studio)로 판매되고 있다.